# Sang Chīn
Sang Chīn (persiska: سَنگچی, Sangchī, سنگ چین) är en ort i Iran.   Den ligger i provinsen Mazandaran, i den norra delen av landet, 130 km nordost om huvudstaden Teheran. Sang Chīn ligger 3 meter över havet och antalet invånare är 250.
Terrängen runt Sang Chīn är platt. Runt Sang Chīn är det tätbefolkat, med 286 invånare per kvadratkilometer. Närmaste större samhälle är Babol, 13,9 km öster om Sang Chīn. Trakten runt Sang Chīn består till största delen av jordbruksmark.